# And Thou Shalt Trust… the Seer
And Thou Shalt Trust… the Seer — дебютный студийный альбом немецкой симфоник-метал-группы Haggard. Выпущен 15 октября 1997 года лейблом Serenades Records. Тексты музыкальных композиций посвящены религиозной и мистической тематике. С этого альбома Haggard начинают посвящать песни известным деятелям эпохи Возрождения.

## Список композиций
| №                   | Название                               | Длительность |
| ------------------- | -------------------------------------- | ------------ |
| 1.                  | «Chapter I:The Day As Heaven Wept»     | 5:46         |
| 2.                  | «Chapter II: Origin Of A Crystal Soul» | 5:55         |
| 3.                  | «Requiem In D-Minor»                   | 2:08         |
| 4.                  | «Chapter III: In A Pale Moon's Shadow» | 9:38         |
| 5.                  | «Cantus Firmus In A-Minor»             | 2:32         |
| 6.                  | «Chapter IV: De La Morte Noire»        | 8:02         |
| 7.                  | «Chapter V: Lost (Robin's Song)»       | 4:25         |
| 8.                  | «Outro: A Midnight Gathering»          | 3:00         |
| Общая длительность: | Общая длительность:                    | 41:26        |

## Участники записи
| Haggard - Азиз Нассери (нем. Asis Nasseri) — вокал, гроулинг, гитары - Луц Марсен (нем. Luz Marsen) — ударные - Анди Над (нем. Andi Nad) — бас-гитара - Данни Клупп (нем. Danny Klupp) — акустическая гитара - Карин Боденмюллер (нем. Karin Bodenmüller) — сопрано - Sasema — сопрано - Флориан Шнеллингер (нем. Florian Schnellinger) — бас - Ханс Вольф (нем. Hans Wolf) — пианино, клавесин, клавишные - Катрин Пехлоф (нем. Kathrin Pechlof) — арфа - Керстин Крайнер (нем. Kerstin Krainer) — скрипка - Штеффи Херц (нем. Steffi Hertz) — альт - Катрин Херц (нем. Kathrin Hertz) — виолончель - Кристоф Ф. Цастров ((нем. Christoph V. Zastrow) — флейта - Роберт Мюллер нем. Robert Müller) — кларнет - Флориан Бартль (нем. Florian Bartl) — гобой - Фиффи Фурман (нем. Fiffi Fuhrmann) — крумгорн | Хор Schalleluja - Ульрих Герман (нем. Ulrich Hermann) — дирижёр, тенор - Сопрано - Аннелис Енч (нем. Annelies Jentsch) - Мони Хольман (нем. Moni Holmann) - Дебора Кабало (нем. Deborah Kabalo) - Хельга Ноймайер (нем. Helga Neumayer) - Кристина Пахман (нем. Christine Pachmann) - Альт - Маргит Фламме (нем. Margit Flamme) - Хенрике Шульц (нем. Henrike Schulz) - Гудрун Трёбс (нем. Gudrun Tröbs) - Гудрун Цилински (нем. Gudrun Zielinski) - Тенор - Херман Ф. Латка (нем. Herman F Latka) - Юрген Зум (нем. Jürgen Sum) - Бас - Рольф фон Кригерн (нем. Rolf v. Criegern) - Манфред Эйлерс (нем. Manfred Eilers) - Ули Франке (нем. Uli Francke) - Гюнтер Хаульцингер (нем. Günter Haultzinger) |